# Jacob Hessels
Jacob Hessels (Nieuwkerke, 1506 – Gent, 4 oktober 1578), heer van der Camere, was een rechter in het graafschap Vlaanderen en in de Zeventien Provinciën.
Hessels werd in 1554 procureur-generaal van de Raad van Vlaanderen. Berucht om zijn gewelddadige reputatie, werd hij in 1567 door de hertog van Alva gerekruteerd voor de Raad van Beroerten, soms Bloedraad genoemd. In die functie stelde Hessels in 1568 de doodvonnissen op tegen de graven van Egmont en Horne. Na de opheffing van de Raad van Beroerten in 1576 werd hij terug lid van de Raad van Vlaanderen in Gent. Dat jaar nog liet hij er zes anabaptisten terechtstellen.
Volgens een oude maar waarschijnlijk apocriefe overlevering had Hessels de gewoonte in te dutten tijdens de rechtszittingen, waarna hij uit zijn slaap werd gewekt om vonnis uit te spreken en steevast riep: Ad patibulum! Ad patibulum! ("Naar de galg! Naar de galg!").
Op 4 oktober 1578, tijdens het calvinistisch bewind van de Gentse Republiek, werd Hessels zelf door ophanging terechtgesteld.

## In populaire cultuur
In een van zijn Légendes flamandes laat Charles De Coster de schim van "grootinquisiteur" Hessels afrossen door Smetse Smee. In de laatste akte heeft het smidje alle moeite van de wereld om het paradijs binnen te geraken. Sint Pieter moet Jezus erbij halen, die onvoldoende goede daden verneemt, tot het relaas van de afrossing alsnog de hemelpoort doet opengaan.
Franz Schreker maakte een opera van het verhaal, Der Schmied von Gent (1932).